# Осмонов, Оскон Джусупбекович
Оскон Джусупбекович Осмонов (род. 25 марта 1954, Маданият, Чуйская область) — советский и кыргызский историк, доктор исторических наук, профессор Кыргызского национального аграрного университета, ректор Иссык-Кульского государственного университета имени К. Тыныстанова (2010—н. в.). Автор более 20 учебников по истории Кыргызстана и мировой истории, которые изданы тиражом более 1.5 миллиона экземпляров.

## Биография
Родился 25 марта 1954 года в селе Маданият Чуйского района Чуйской области Киргизской ССР.
В 1971 году окончил обучение в Онбир-Джилгинской средней школе Чуйского района.
С 1971 по 1976 год проходил обучение и защитил диплом исторического факультета Киргизского государственного университета (ныне КНУ им. Ж. Баласагына). Получил специальность «преподаватель истории и обществоведения».
С 1976 по 1977 год — научный редактор Главной редакции Кыргызской советской энциклопедии.
С 1977 по 1985 год — преподаватель кафедры философии и научного коммунизма Киргизского сельскохозяйственного института имени К. И. Скрябина (сейчас университет). Одновременно с 1980 по 1984 год проходил обучение в аспирантуре заочного отделения Института истории Академии наук Киргизской ССР. В 1984 году защитил диссертацию на соискание ученой степени кандидата исторических наук.
С 1985 по 1990 год — старший преподаватель кафедры философии и научного коммунизма в Киргизском сельскохозяйственном институте. В 1990 году был избран на должность заведующего кафедрой политической истории.
В 1992 году присвоено учёное звание доцента.
В 1994 году защитил диссертацию на соискание ученой степени доктора исторических наук. В 1996 году присвоено учёное звание профессора. С 1998 по 2003 год — заведующий кафедрой истории и философии в Кыргызского аграрном университете.
В 2003 году назначен на должность директора Института социально-гуманитарных и естественных наук имени Ч. Айтматова Кыргызского аграрного университета.
С 2004 по 2005 год — председатель Государственной комиссии по делам религий при правительстве Кыргызской Республики.
В 2006 году избран член-корреспондентом Национальной академии наук Кыргызской Республики.
С 2005 по 2009 годы возглавлял кафедру истории и философии Кыргызского аграрного университета.
В 2010 году избран на должность ректора Иссык-Кульского государственного университета имени К. Тыныстанова. С 2010 года руководит кафедрой истории и философии Кыргызского национального аграрного университета.

## Награды
- Орден «Манас» II (2024)[3] и III степеней.